# Xã Elk, Quận Sanilac, Michigan
Xã Elk (tiếng Anh: Elk Township) là một xã thuộc quận Sanilac, tiểu bang Michigan, Hoa Kỳ. Năm 2010, dân số của xã này là 1.526 người.